# Артига, Эдуар
Эдуар Жозе Артига (фр. Édouard José Artigas, 26 февраля 1906 — 25 февраля 2001) — французский фехтовальщик-шпажист, олимпийский чемпион и чемпион мира.

## Биография
Родился в 1906 году в Париже. В 1937 году стал обладателем серебряной медали чемпионата мира. В 1947 году стал чемпионом мира. В 1948 году стал чемпионом Олимпийских игр в Лондоне. На чемпионатах мира 1953 и 1955 годов завоёвывал серебряные медали.